# Theretra hyporhoda
Theretra hyporhoda är en fjärilsart som beskrevs av George Francis Hampson 1900. Theretra hyporhoda ingår i släktet Theretra och familjen svärmare. Inga underarter finns listade i Catalogue of Life.